# OPOJAZ
OPOYAZ (en ruso: ОПОЯЗ, Общество изучения Поэтического Языка, Óschestvo izuchéniya POetícheskogo YAZyká, "Sociedad para el estudio del lenguaje poético") fue un grupo prominente de lingüistas y críticos literarios en Petrogrado fundado en 1916 y disuelto a principios de la década de 1930.
El grupo incluía a Víktor Shklovski, Borís Eichenbaum, Ósip Brik, Borís Kúshner y Yuri Tyniánov. Junto con el Círculo lingüístico de Moscú, fue responsable del desarrollo del formalismo ruso y la semiótica de la literatura. Se disolvió bajo presión política cuando "formalismo" se convirtió en un término político de oprobio en la Unión Soviética.